# Szamatha
A szamatha (páli), (szanszkrit: शमथ, śamatha) a tudat (csitta) és a tudat mentális formációinak (szankhára) lecsendesítése a buddhista gyakorlatokban (bhávana). Ez „egyhegyű”, azaz irányított figyelmű meditációt jelent, amelyek közül a legáltalánosabb a légzésre összpontosító meditáció. A szamatha gyakorlata egyaránt jellemző mindegyik buddhista irányzatra.
A szamatha tibeti megfelelője a sjiné (wylie: zhi-gnas). A tibeti si és a sama kifejezések „megbékítést”, „lenyugtatást” vagy „lehűtést” jelentenek. A né jelentése "megmaradni" vagy "lakozni valahol", amely megegyezik a szanszkrit kifejezés utolsó szótagjával (thá).

## Áttekintés
A páli kánonban a nemes nyolcrétű ösvény három részre a moralitás (síla), az elmélyedés (szamádhi) és a bölcsességre (pradnyá). A légzés tudatossága vezeti el a gyakorlót a mély koncentrációba (szamádhi), amely a tapasztalás azon foka, amelyben az érzékszervi érzékelés le van csupaszítva és a tudat egy zavartalan koncentrációban tartózkodik a tárgya segítségével (ami a légzés). Ezen keresztül érhető el a meditatív felszívódás szintje (dhjána), majd a belátásé (vipasszana), végül pedig a megszabadító bölcsességé (pradnyá). A buddhizmusban a moralitás (síla) jelenti a szilárd alapot, amelyre támaszkodva elérhető a szamatha. A történelmi Buddha által tanított négy nemes igazság negyedik igazságát jelentő nemes nyolcrétű ösvény szerves részét képezi mind a szamatha, mind vipasszaná. Ez a negyedik igazság a „szenvedések megszüntetéséhez vezető ösvény”, amely tartalmazza a sílát, a szamádhit és a pradzsnyát.

## Alkalmazása
A szamatha (nyugalom) a koncentráció előfeltétele. A meditációs gyakorlatokban a szamatha olyan technikákra vonatkozik, amelyek segítenek a tudat lecsendesítésében. Az egyik legfőbb módszer, amelyet Gautama Buddha is tanított, a légzés tudatossága (páli: ánápánaszati). Ezzel a gyakorlattal a tudat koncentrációja is elérhető. Emiatt gyakran szinonimaként tekintenek a szamatha meditációra és a koncentrációs meditációra. A cél a tudatosság elérése, amit a belátás (páli: vipasszaná; szanszkrit: vipasjaná) gyakorlatokkal együtt használnak, amely a tárgy valósi természetét keresi, hogy elérje a bölcsességet (páli: pannyá, szanszkrit: pradzsnyá).
Az elme meditációs eszközökkel való nyugalomban tartásával a gyakorló képes leküzdeni a zavaró öt akadályt. Az ezt követő belátás meditációval érhető el a megszabadító bölcsesség.
A théraváda hagyományban negyven meditációs tárgyat különböztetnek meg, amelyek közül a légzés (ánápána: ánápánaszati; szanszkrit. ánápánasmṛti) tudatossága (szati) a legelterjedtebb szamatha gyakorlat. A szamatha meditációban előfordulhatnak szamádhi gyakorlatok is.
Bizonyos meditációs gyakorlatok, mint például az elmélkedés kaszina (alapvető vizuális tárgy) tárgyakon, a szamatha fejlesztését szolgálják, más gyakorlatok, mint például az aggregátumokon (létcsoportok) történő meditáció, a vipasszaná fejlesztését szolgálják. Léteznek olyan gyakorlatok is, mint például a légzés tudatossága, amelyek mindkét tudatminőséget fejlesztik.

## Eredete
Buddha két fő mentális minőséget nevezett meg, amelyek az üdvös meditációs gyakorlatokból keletkeznek:
- Szamatha – nyugalomban időzés, amely megerősíti, formálja, egyesíti és fókuszálja a tudatot;
- Vipasszaná – belátás, amely által a gyakorló meglátja, felfedezi és megfigyeli a „létesüléseket” (az öt aggregátumtól függő jelenségek).[* 3]

Buddha magasztalta a higgadtságot és a belátást, amelyek csatornaként vezetnek a nibbána (szanszkrit: nirvána) független állapotához. Például a Szamjutta-nikája 35.245 szútrában Buddha egy metaforán keresztül magyarázza el, hogy a higgadtság és a belátás „gyors futárként” szállítják a nibbána üzenetét a nemes nyolcrétű ösvényen keresztül.
Az Anguttara-nikája 4.170-ben Ánanda szerint az emberek az arahatságot a nyugalomban maradás és a belátás használatával érik el, valamelyikkel a következő három módszer közül:
1. Először nyugalomban maradást, majd belátást fejlesztenek ki (páli: szamatha-pubbangamam vipasszanam)
2. Először belátást fejlesztenek ki majd a nyugalomban maradást (páli: vipasszana-pubbangamam szamatham)
3. Egy időben fejlesztik mindkettőt (páli: szamatha-vipasszanam juganaddham)[12][13]

A páli kánonban Buddha soha nem említ egymástól független szamatha és vipasszaná meditációs gyakorlatokat. A kettőt tudatminőségeknek nevezi, amelyeket meditáción keresztül lehet elérni.

## Kortárs théraváda értelmezése
A théraváda irányzaton belül többféleképpen értelmezik a szamatha meditációt.
Srí Lankán a szamatha meditációba minden olyan meditáció beletartozik, amelyek tárgya statikus. Burmában a szamatha minden koncentrációs gyakorlatra vonatkozik, amelynek célja a tudat lecsillapítása. A thai erdei hagyományban kihangsúlyozzák, hogy a szamatha és a vipasszaná nem elválasztható egymástól, ezért mindkettőt fontos gyakorolni.

## Indo-tibeti hagyományok

### Mahájána szútrák
Számos mahájána szútra foglalkozik a szamathával, legtöbbször a vipasszanával együtt.
Az egyik legfontosabb ezek közül az Ékszerfelhő szútra (Árja Ratnamegha-szútra, tibeti: 'phags-pa dkon-mchog sprin-gyi mdo), amely az összes meditációt beosztályozza szamatha vagy vipasszaná meditációként. A szamatha eszerint az „egyhegyű tudatosság”, a vipasszaná pedig a „dolgok valós természetének belátása”.
A Rejtélyek megoldása szútrát (Szamdhinirmocsana-szútra), a jógácsára iskola szútráját, gyakran használják a szamatha tanításokhoz forrásként. A Szamádhirádzsa-szútra a kagyü iskola egyik fontos forrása a szamatha meditációval kapcsolatban, főleg Gampópa szövegmagyarázatán keresztül, jóllehet Andrew Skilton szerint a szútrában sok szó esik meditációs gyakorlatokról vagy tudatállapotokról

### Tényezők

#### A kilenc mentális tartózkodási hely
A Aszanga (4. század) által kidolgozott szamatha gyakorlat „kilenc mentális tartózkodási helyen” (szanszkrit: navākārā cittasthiti, tibeti: sems gnas dgu) keresztül vezet el az igazi szamathához (a théraváda rendszerben található „elérési koncentráció” megfelelője), amelyből elérhető az ún. első dhjána (páli: dzshána; tibeti: bsam gtan) szint. Erről a tudatállapotról azt mondják, hogy a nyugodt boldogság állapota. Az indiai Nálanda hagyományhoz tartozó Kamalasíla a következő kilenc mentális tartózkodási helyet határozta meg:
1. A tudat elhelyezése (szanszkrit:cittasthāpana, tibeti: འཇོག་པ – sems ’jog-pa) – a tudat elhelyezése a meditáció tárgyán. Ilyenkor a gyakorló még nem képes figyelmét sokáig fenntartani, mert az elterelődik, nehézkes és további dolgok akadályozzák.
2. Folyamatos figyelem (szanszkrit:samsthāpana, tibeti: རྒྱུན་དུ་འཇོག་པ – rgyun-du ‘jog-pa) – időnként kialakul a folyamatos meditáció (B Alan Wallace szerint kb. 1 perc) a tárgyra fókuszálva.[25]
3. Ismételt figyelem (szanszkrit:avasthāpana, tibeti: བླན་ཏེ་འཇོག་པ – slan-te ’jog-pa) – a gyakorló a gyakorlat nagy részében képes a tárgyra való összpontosításra, vagy azonnal észreveszi, ha gondolatai elkalandoznak és gyorsan helyre tudja állítani a figyelmét. Szakjong Mipham rinpocse szerint 108 lélegzetvételen át tartó ilyen figyelem azt jelzi, hogy elértük ezt a szintet.[26]
4. Közeli figyelem(szanszkrit:upasthāpana, tibeti: ཉེ་བར་འཇོག་པ – nye-bar ’jog-pa) – a gyakorló az egész meditáció alatt képes figyelmét összpontosítani (egy óráig, vagy tovább) anélkül, hogy a tárgy fókuszát elveszítené. Ezen a szinten a gyakorló eléri a tudatosság erejét. Jóllehet még ezen a szinten is lehetnek apróbb túlzott izgalmak, nehézkességek, vagy lazítások.[27]
5. Megszelídített figyelem (szanszkrit:damana, tibeti: དུལ་བར་བྱེད་པ – "dul-bar byed-pa) – ezen a szinten a meditáló már mély nyugalmi tudatszintet ér el, de oda kell még figyelnie a lazítás és nehézkesség finomabb formáira. A szamatha elérésének későbbi előnyeire való fókuszálással a gyakorló képes lehet tudatát tisztábban és jobban fókuszálni.[28]
6. Megbékített figyelem (szanszkrit:śamana, tibeti: ཞི་བར་བྱེད་པ་ – zhi-bar byed-pa) – ezen a szinten a mentális nehézkesség és a lazítás már nem jelent nagy problémát, viszont a gyakorlón erőt vehetnek apróbb izgalmi állapotok a meditációs figyelem perifériáján. B. Alan Wallace szerint csak több ezer óra szorgalmas gyakorlás után érhető el.[29]
7. Teljesen megbékített figyelem (szanszkrit:vyupaśamana, tibeti: རྣམ་པར་ཞི་བར་བྱེད་པ་ – nye-bar zhi-bar byed-pa) – a gyakorló még mindig tapasztal néha tudati izgalmat vagy nehézkességet, már sokkal ritkábbak és könnyebben felismeri és megnyugtatja azokat.
8. egyhegyű figyelem (szanszkrit:ekotīkarana, tibeti: རྩེ་གཅིག་ཏུ་བྱེད་པ་ – rtse-gcig-tu byed-pa) – ezen a szinten a gyakorló magas szintű koncentrációra képes kis erőkifejtéssel és anélkül, hogy ezt bármilyen ernyedtség vagy izgalom megzavarhatná az egész meditáció alatt.
9. Figyelmi egyensúly (szanszkrit:samādhāna, tibeti:མཉམ་པར་འཇོག་པ་བྱེད་པ་ – mnyam-par ’jog-pa) – a meditáló ezen a szinten könnyedén eléri az egyhegyű figyelmet és akár négy órán át is tudja tartani azt a legkisebb megingás nélkül.[30]
10. Szamatha (tibeti: ཞི་གནས་, shyiné) – a betetőzés.

#### Az öt hiba és a nyolc ellenszer
A tibeti buddhizmus írásos hagyományaiban szerepel az öt hiba és a nyolc ellenszer a szamatha meditáción belül. Az öt hiba akadályokat jelent a meditációs gyakorlatban, a nyolc ellenszer pedig ezek leküzdésében segít. A módszert Maitréjanátha Madhjánta-vibhága-karika című művéből eredeztetik, amelyet például a következő szövegben dolgoztak tovább: A meditáció szintjei (Bhávanákrama), írta Kamalasíla. Ezt a művet a 14. dalai láma is ellátta jegyzetekkel, amely magyar fordításban is megjelent A meditáció szakaszai címmel.

##### Az öt hiba
A szamatha gyakorlásához a gyakorló választ egy tárgyat a meditációhoz (ālambana, dmigs-pa). Ezután le kell küzdenie az öt hibát (ādīnava, nyes-dmigs):
1. lustaság (kausídja, le-lo)
2. az utasítások elfelejtése (avavādasammosa, gdams-ngag brjed-pa)
3. ernyedtség (laya, bying-ba) és izgalom (auddhatja, rgod-pa). Az ernyedtség lehet durva (audārika, rags-pa) vagy finom (sūksma, phra-mo). jelentkezhet letargia (stjána, rmugs-pa) is, de nem általános.
4. nem-alkalmazás (anabhisamskāra, ’du mi-byed-pa)
5. túl-alkalmazás (abhisamskāra, ’du byed-pa)

##### A nyolc ellenszer
Az öt hiba leküzdésére a következő nyolc ellenszer használható:
a lustaság ellen:
1. hit (sraddhá, dad-pa)
2. törekvés (csanda, ’dun-pa)
3. erőfeszítés (vjajama, rtsol-ba)
4. rugalmasság (prasrabdhi, shin-sbyangs)
az utasítások elfelejtése ellen:
5. tudatosság (smṛti, dran-pa)
ernyedtség vagy izgalom ellen
6. figyelem (szampradzsanya, shes-bzhin)
nem-alkalmazás ellen
7. alkalmazás (abhisaṃskāra, ’du byed-pa)
túl-alkalmazás ellen
8. nem-alkalmazás (anabhisaṃskāra, ’du mi-byed-pa)

#### Hat erő
A szamathához szintén szükség van a hat erőre (bala, stobs):
1. hallgatás (sruta, thos-pa)
2. gondolkodás (csintá, bsam-pa)
3. tudatosság (smṛti, dran-pa)
4. figyelem (szampradzsanya, shes-bzhin)
5. erőfeszítés (vírja, brtson-’grus)
6. bizalmasság (paricsaja, yong-su ’dris-pa)